# 호헌 운동
호헌 운동(護憲運動)은 일본 제국 다이쇼 시대 때 발생한 입헌 정치 옹호 운동이다. 헌정 옹호 운동이라고도 한다.

## 제1차 호헌 운동

### 배경과 발단
다이쇼 원년인 1912년 12월 제2차 사이온지 내각의 육군대신이던 우에하라 유사쿠가 육군의 2개 사단 증설을 내각에 제안했다. 하지만 러일 전쟁 이후의 재정난을 극복하길 원했던 사이온지는 행재정 경리 재원을 확보해 경제 부흥에 사용하길 원하여 우에하라의 제안을 거절했다. 그러자 우에하라는 육군대신직을 사임해버렸는데 당시 군부대신 현역 무관제 때문에 육군대신과 해군대신은 현역 대장과 중장 중에서만 임용이 가능했다. 그런데 우에하라가 사임하고 육군이 후임 대신을 추천해주지 않으면서 육군대신이 공석이 되었고 결국 사이온지는 사임에 내몰렸다.
내각총사직을 결의한 사이온지의 후임으로 가쓰라 다로가 제3차 가쓰라 내각을 조직했다. 하지만 이것이 야마가타 아리토모를 중심으로 한 육군이 군비 확장을 추진하기 위한 것이라고 판단한 번벌 비판 세력들은 의회 중심의 정치를 확립할 것을 요구하며 벌족 타파와 헌정 옹호를 슬로건으로 하는 제1차 호헌 운동을 일으켰다.

### 경과

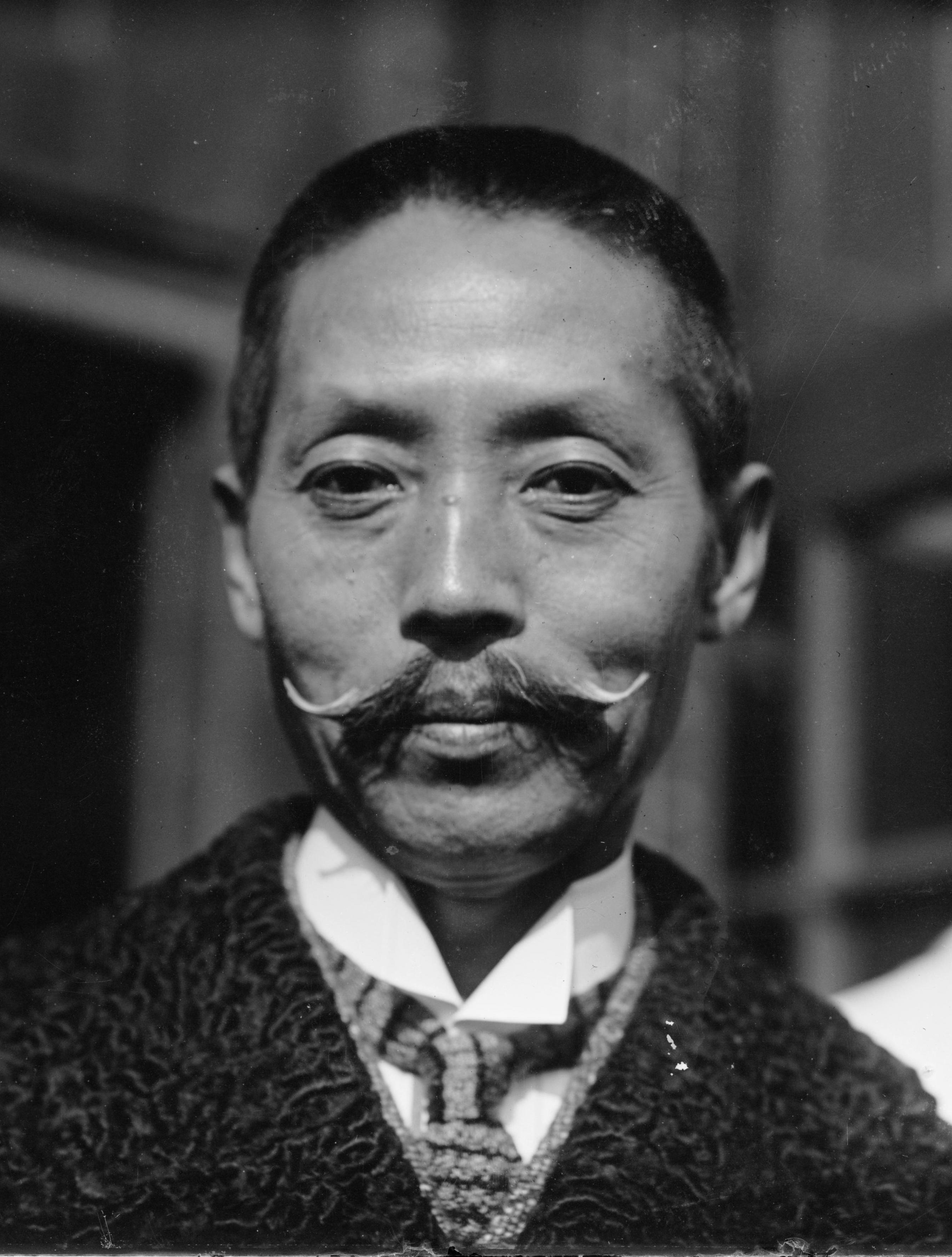
오자키 유키오

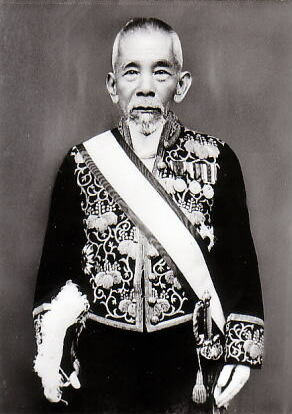
이누카이 쓰요시

입헌정우회의 오자키 유키오와 입헌국민당의 이누카이 쓰요시 등은 협력하여 헌정옹호회를 만들었다. 1913년 2월 5일 의회에서 정우회와 국민당이 가쓰라 내각의 불신임안을 제안했다. 오자키는 불신임안 제안 이유에 대해 다음과 같이 말했다.

그들은 항상 입을 열면 충애를 외치며 마치 충군애국은 자신들만의 전매특허인 것마냥 말하지만 그 행태를 보면 항상 옥좌의 그늘에 숨어서 정적을 저격하는 듯한 거동을 하고 있다. 그들은 옥좌를 흉벽으로 삼고 조칙으로 탄환을 대신해 정적을 쓰러뜨리려 하고 있는 것이 아닌가— 『대일본헌정사』

가쓰라는 불신임안이 통과되는 것을 막기 위해 5일간 의회를 정지했다. 하지만 이 소식을 듣고 분노한 국민들은 거리로 나왔고 가쓰라를 옹호하는 의원을 폭행하는 사건까지 일어났다. 가쓰라는 9일 다이쇼 천황을 움직여 사이온지에게 가쓰라 내각에 협조하라는 조칙을 내리도록 하여 정우회가 불신임안을 철회하도록 압박을 가했다. 하지만 대의원들이 하라 다카시 등 동요하는 정우회 간부들을 압박하여 불신임안을 추진해나갈 것을 다시 확인했다. 이에 가쓰라는 중의원 해산을 시도했다.
10일 중의원 해산에 반대하는 과격 성향의 헌정 옹호파들은 우에노 공원이나 간다 등에서 가쓰라 내각을 비판하는 집회를 열었고 집회에 참여한 군중들이 흥분하여 국회의사당으로 향했다. 중의원 의장 오오카 이쿠조는 "해산을 한다면 내란이 일어난다"라며 가쓰라를 설득했고 가쓰라는 이를 받아들여 총사직을 결심했다. 이를 위해 의회를 3일 더 정지하기로 했다.
하지만 이 사실을 전해듣지 못한 군중들은 의회가 또 정회되자 격노하여 국민신문 건물이나 파출소 등을 습격했다. 헌정 옹호 운동은 도쿄를 벗어나 긴키 지방까지도 번졌고 전국 각지에서 가쓰라 내각에 반대하는 움직임이 잇따랐다.
11일 가쓰라 내각은 총사직했다. 후임 총리로는 해군 대장 야마모토 곤노효에가 지명되었으며 정우회가 여당으로 참여했다. 민중의 대다수는 정우회와 국민당이 연합하여 정당 내각을 꾸리기를 기대했기에 정우회가 야마모토와 손을 잡은 것은 많은 민중을 실망시켰다. 이에 오자키 등은 정우회를 탈당해 정우구락부를 새로 조직했으며 국민당도 제1차 야마모토 내각과는 선을 그었다. 민중의 실망 앞에서 야마모토 내각과 정우회는 문관임용령을 개정하고 군부대신 현역 무관제를 완화하고 행재정 정리를 단행하는 등 저자세를 취해 비판을 피했고 제1차 호헌 운동도 사그라들기 시작했다.
제1차 호헌 운동은 정당과 기자들이 표면에 나섰지만 러일 전쟁 이후 빈발한 민중의 소동 사건을 통해 민중의 정치 의식이 성장했음을 확실하게 보여준 사건이었다. 대중 운동이 사실상 정당을 압박해 객관적 주도력은 민중이 쥐고 있었던 셈이다. 청년층과 실업가도 활발한 움직임을 보였으며 이 사건은 다이쇼 데모크라시에 큰 영향을 미치게 되었다.

## 제2차 호헌 운동

### 배경과 발단

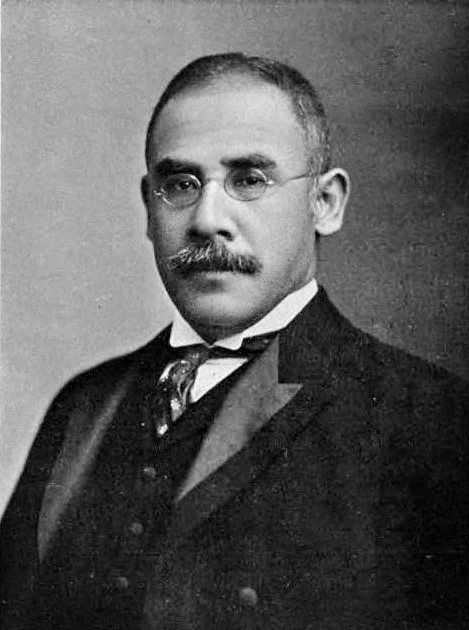
가토 다카아키

1918년 정우회를 이끄는 하라가 총리로 지명받으면서 명실상부한 첫 정당 내각이 등장했다. 하지만 1921년 하라가 암살당하면서 정당 내각의 운명도 바람 앞의 등불과 같은 형세가 되었다. 다카하시 고레키요가 내각을 물려받았지만 단명으로 끝났고 헌정의 상도에 따라 후임자는 정우회에서 배출되었어야 했지만 해군의 가토 도모사부로가 총리직에 올랐다. 이는 정우회를 비롯한 정당 입장에선 좋지 않은 선례였지만 가토 도모사부로가 조각에 실패하면 헌정회의 가토 다카아키에게 대명강하가 내려질 가능성이 있었고 이를 우려한 정우회는 가토 도모사부로 내각의 출범에 반대하지 않았다. 가토 도모사부로는 1년 3개월이 되지 않아 병사했지만 다가오는 총선에 대비해 공정한 선거 감독이 필요하단 이유로 야마모토가 두 번째 내각을 꾸리게 되었다. 이 무렵부터 보통선거 실시와 귀족원 개혁을 요구하는 움직임이 활발해지기 시작했다.
1923년 12월 27일 제국의회 개원식이 행해졌고 섭정을 맡고 있던 황태자 히로히토 친왕(훗날의 쇼와 천황)이 참석했다. 그런데 무정부주의자 청년이던 난바 다이스케가 친왕을 저격하는 사건이 발생했다(도라노몬 사건). 친왕은 피해를 입지 않았지만 야마모토 내각은 총사직을 하지 않을 수 없었고 후임으로 추밀원 의장인 기요우라 게이고에게 대명강하가 떨어졌다. 기요우라 내각은 육군대신·해군대신·외무대신을 제외한 모든 각료를 귀족원 의원으로 구성하여 정당의 반발을 불렀고 정우회, 헌정회, 혁신구락부 등 세 정당은 호헌 3파를 결성해 대항했다.
국민들 사이에서 정당 내각의 부활과 보통선거 요구가 날로 높아지고 있을 때 호헌 3파가 결성되면서 헌정 옹호에 대한 목소리가 다시 등장했고 이는 곧 제2차 호헌 운동으로 이어졌다.

### 경과
1924년 1월 15일 정우회 총재 다카하시는 헌정회의 가토와 이누카이 쓰요시에 호응해 기요우라 내각 타도를 결단했다. 정우회는 278석을 차지하고 있는 원내1당이었는데 반년 정도의 임시 내각으로 구성됐다는 점과 사회주의자 등의 과격한 운동을 억제할 필요가 있다는 점을 들어 기요우라 내각을 지지하고 있었다. 하지만 이는 다카하시의 본심은 아니었고 결국 정우회도 헌정회와 함께 기요우라 내각 타도에 나서기로 했다.
하지만 기요우라 내각을 무너뜨리는 것에 반대하던 도코나미 다케지로 등은 정우회를 탈당해 정우본당을 창당했다. 정우회 지도부는 당초 그 규모가 크지 않을 것으로 생각했지만 무려 149명이 정우본당에 참여하여 129명만 남은 정우회는 원내2당으로 추락했다. 원내1당이 된 정우본당이 기요우라 내각을 지지하면서 정우회는 도각 운동의 주도권을 상실했다.
18일 퇴역 육군 중장 미우라 고로의 알선으로 가토, 다카하시, 이누카이 등 세 명이 미우라의 저택에 모여 호헌 3파를 중심으로 기요우라 내각을 무너뜨리고 헌정의 본의에 따라 정당 내각제를 확립할 것을 합의했다.

우리는 작년에 세 당수의 결합을 꾀했다가 실패했지만 지금 관료 내각이 속출하는 것을 묵인할 수 없어 다시 이 결합을 꾀할 필요를 느끼기에 이르렀다. ……가토가 오고 그 전후로 다카하시도 왔다. 이누카이도 왔다. 세 당수가 모였다. 거기서 우리는 헌정 옹호를 위해 세 파벌이 연합할 필요를 주장했고 아무런 이의없이 찬성하여 호헌 3파의 결합이 드디어 이에 성립했다. ……세 당수의 합의는 헌정의 본의에 따라 정당 내각제의 확립을 기하는 것이라고 전했다.— 『간쥬 장군 회고록』

호헌 3파는 긴키 지방에서 헌정 옹호 대회를 열어 연설하는 등 대중의 지지를 호소했다. 한편 기요우라 내각은 귀족원 내각이라는 비판을 받았지만 정작 귀족원의 폭넓은 지지는 받지 못했는데 이는 귀족원 최대 교섭단체인 연구회 중심의 논공 인사가 이루어졌기 때문이다. 이러한 상황 속에서 기요우라는 중의원 임기 만료를 기다리지 않고 1월 31일 총선을 시행하고자 했다. 이것은 반년 정도의 선거 관리 내각이라는 당초의 목적을 벗어난 것이었다. 기요우라는 귀족원의 연구회와 중의원의 정우본당의 지지를 배경으로 장기 집권을 노렸지만 여론의 강한 반발을 불렀다. 그럼에도 기요우라는 중의원 해산과 총선을 강행했고 이는 징벌 해산 또는 기요우라 쿠데타로 불리게 되었다. 하지만 전년도에 일본을 강타한 간토 대진재의 영향으로 선거인 명부가 손상되어 선거일은 5월 1일로 연기되었고 그 사이 기요우라 내각은 호헌 3파의 선거운동을 방해하여 국민 각계각층의 반발을 샀다.
예정대로 5월 10일 진행된 제15회 일본 중의원 의원 총선거의 결과 헌정회 152석, 정우회 102석, 혁신구락부 30석 등 호헌 3파가 286석을 차지했으며 정우본당은 111석에 그쳐 원내2당으로 추락했다. 결국 기요우라 내각은 6월에 총사직했고 원내1당이 된 헌정회의 가토에게 조각의 대명이 내려졌다. 가토는 정우회에서 2명, 혁신구락부에서 1명을 포함하여 호헌 3파로 구성된 내각을 구성했다. 정우회의 다카하시 내각이 붕괴되고 3대가 지나 다시 정당 내각이 부활한 것이었다.

### 영향
1차와 달리 제2차 호헌 운동은 대중이 거의 관여하지 않은 정당 중심의 운동이었고 규모도 1차에 비해 소규모였다. 이는 기요우라 내각이 선거 관리 내각이었다는 점, 중립성을 어느 정도 배려해줬다는 점, 정당색이 없는 귀족원 의원 중심으로 내각을 구성하는 것이 어쩔 수 없는 점과 같은 견해가 있다. 또한 호헌 운동을 주도하던 정우회가 분열되었고 원내1당이던 정우본당이 기요우라 내각을 지지한 것도 부족한 운동이 된 이유의 하나였다. 호헌 3파 내부에서도 구체적인 정책은 불일치했는데 정우회는 보통선거 도입에 소극적이었고 헌정회는 귀족원 개혁에 냉랭했다.
헌법학자 미노베 다쓰키치는 "긴 장마가 그치고 희미하게나마 햇빛을 기대할 수 있는 기분"이라며 제2차 호헌 운동을 높게 평가했다.
가토 다카아키 내각은 집권 이후 이른바 우가키 군축이라 불리는 육군 4개 사단 폐지, 예산 1억 엔 삭감, 의원 중 백·자·남작의 수를 150명 줄이는 등 귀족원 개혁, 이른바 시데하라 외교를 통한 소련과의 수교, 「보통선거법」과 「치안유지법」 제정 등을 이루어냈다.

## 같이 보기
- 헌법
- 다이쇼 정변
- 다이쇼 데모크라시